# Chli Spannort
Chli Spannort – szczyt w Alpach Berneńskich, części Alp Zachodnich. Leży w Szwajcarii w kantonie Uri. Należy do pasma Alp Urneńskich. Można go zdobyć ze schroniska Spannorthütte (1956 m) lub Alp Stäfeli (1393 m).